# Willa Friedberg
Willa Friedberg – zabytkowa willa w Toruniu, znajdująca się u zbiegu ul. Chopina 20 i Moniuszki 1.
Budynek powstał w 1907 roku według projektu Reinharda Uebricka. Pierwszą właścicielką willi była asesorka Franciszka Friedberg. W 1947 roku gmach wydzierżawił toruński oddział Wojskowego Funduszu Aprowizacyjnego, a pięć lat później Toruńskie Zakłady Przemysłu Terenowego. W następnych latach w budynku znajdowały się siedziby Związku Młodzieży Socjalistycznej oraz Kujawsko-Pomorskiej Okręgowej Izby Lekarskiej (lata 1992–2014).
Budynek powstał w stylu secesyjnym.